# Wax Trax! Records
Wax Trax! Records var ett skivmärke i USA.  Wax Trax! började som en skivaffär i Denver som öppnades av Jim Nash and Dannie Flescher.  De sålde affären 1978 men öppnade senare en ny med samma namn i Chicago.
Skivaffären blev till en början ett skivmärke i mindre skala, och släppte några skivor i begränsad upplaga, men gav senare ut några maxisinglar. Deras återutgivning av skivan Cold Life med Ministry placerade dem i skaran bland de mer framgångsrika industrial- och dance-skivmärkena under 1980- och 1990-talet.
Bland de mest profilerade artisterna som gavs ut av Wax Trax! var Front 242, Coil, KMFDM, Front Line Assembly, Revolting Cocks, My Life With the Thrill Kill Kult och Chris & Cosey.